# Ruder-Weltmeisterschaften 1992
Die Ruder-Weltmeisterschaften 1992 wurden auf der Regattastrecke auf der Île Notre-Dame in Montreal, Kanada unter dem Regelwerk des Weltruderverbandes (FISA) ausgetragen. Die 14 olympischen Bootsklassen wurden wegen der olympischen Ruderregatta 1992 in Barcelona nicht ausgefahren, so dass lediglich in acht nichtolympischen Leichtgewichts-Bootsklassen die Ruder-Weltmeister ermittelt wurden. Die Finals fanden am 16. August 1992 statt.
Im Laufe der Ruderregatta konnten aufgrund sehr günstiger Witterungsbedingungen einige Weltbestzeiten verbessert werden. Im Leichtgewichts-Achter der Männer hat diese bis heute Bestand (Stand: Juni 2019).

## Ergebnisse
Hier sind die Medaillengewinner aus den A-Finals aufgelistet. Diese waren mit sechs Booten besetzt, die sich über Vor- und Hoffnungsläufe sowie Halbfinals für das Finale qualifizieren mussten. Die Streckenlänge betrug in allen Läufen 2000 Meter.

### Männer
| Bootsklasse                                  | Gold | Gold    | Silber | Silber  | Bronze | Bronze  |
| -------------------------------------------- | --- | ------- | --- | ------- | --- | ------- |
| Leichtgewichts-Einer (LM1x)                  | Dänemark Jens Ernst Mohr | 7:08,79 | Niederlande Pepijn Aardewijn | 7:10,21 | Vereinigte Staaten Brian Sweenor | 7:14,63 |
| Leichtgewichts-Doppelzweier (LM2x)           | Australien Bruce Hick Gary Lynagh | 6:24,68 | Österreich Walter Rantasa Christoph Schmölzer | 6:26,23 | Schweiz Markus Gier Michael Gier | 6:28,86 |
| Leichtgewichts-Doppelvierer (LM4x)           | Italien Michelangelo Crispi Francesco Esposito Massimo Lana Massimo Guglielmi                                                                              | 5:54,38 | Schweden Joakim Brischewski Bo Ekros Lars-Johan Flodin Per Lundberg                                                                                      | 5:56,31 | Deutschland Stephan Fahrig Klaus Götte Rene Höhn Bernhard Rühling                                                                                        | 5:57,60 |
| Leichtgewichts-Vierer ohne Steuermann (LM4-) | Vereinigtes Königreich Christopher Bates Toby Hessian Tom Kay Carl Smith                                                                                   | 6:03,98 | Italien Sabino Bellomo Franco Cattaneo Danilo Fraquelli Alfredo Striani                                                                                  | 6:05,69 | Frankreich Sébastien Bel Stephane Guerinot Benoit Masson Jose Oyarzabal                                                                                  | 6:07,48 |
| Leichtgewichts-Achter (LM8+)                 | Dänemark Johnny Bo Andersen Svend Blitskov Thomas Croft Jan Hansen Jeppe Jensen Kollat Flemming Meyer Thomas Poulsen Bo Vestergaard Martin Sorensen (Stm.) | 5:34,95 | Vereinigtes Königreich Andrew Butt Roger Everington Jim Hartland Jim McNiven Mark Partridge Nicholas Strange Ian Watson Stephen Wright Philip Cox (Stm.) | 5:37,02 | Deutschland Klaus Altena Michael Buchheit Christian Dahlke Michael Kobor Thomas Melges Bernhard Stomporowski Kai von Warburg Uwe Maerz Olaf Kaska (Stm.) | 5:37,95 |

### Frauen
| Bootsklasse                                  | Gold                                                          | Gold    | Silber                                                                                 | Silber  | Bronze                                                          | Bronze  |
| -------------------------------------------- | ------------------------------------------------------------- | ------- | -------------------------------------------------------------------------------------- | ------- | --------------------------------------------------------------- | ------- |
| Leichtgewichts-Einer (LW1x)                  | Dänemark Mette Bloch Jensen                                   | 8:11,62 | Vereinigtes Königreich Sue Key                                                         | 8:17,37 | Kanada Wendy Wiebe                                              | 8:21,75 |
| Leichtgewichts-Doppelzweier (LW2x)           | Deutschland Claudia Waldi Christiane Weber                    | 7:27,29 | Kanada Michelle Darvill Colleen Miller                                                 | 7:28,04 | Vereinigte Staaten Sanya Remmler-Suddeth Teresa Zarzeczny       | 7:29,70 |
| Leichtgewichts-Vierer ohne Steuerfrau (LW4-) | Australien Marina Cade Deirdre Fraser Virginia Lee Liz Moller | 7:01,40 | Vereinigtes Königreich Alison Brownless Anna Marie Dryden Tonia Williams Claire Davies | 7:03,78 | Kanada Jill Blois Nori Doobenen Laurie Featherstone Renata Troc | 7:08,30 |

## Medaillenspiegel
| Platz | Land                   | Gold | Silber | Bronze | Gesamt |
| ----- | ---------------------- | ---- | ------ | ------ | ------ |
| 1     | Dänemark               | 3    |        |        | 3      |
| 2     | Australien             | 2    |        |        | 2      |
| 3     | Vereinigtes Königreich | 1    | 3      |        | 4      |
| 4     | Italien                | 1    | 1      |        | 2      |
| 5     | Deutschland            | 1    |        | 2      | 3      |
| 6     | Kanada                 |      | 1      | 2      | 3      |
| 7     | Österreich             |      | 1      |        | 1      |
| 7     | Niederlande            |      | 1      |        | 1      |
| 7     | Schweden               |      | 1      |        | 1      |
| 10    | Vereinigte Staaten     |      |        | 2      | 2      |
| 11    | Frankreich             |      |        | 1      | 1      |
| 11    | Schweiz                |      |        | 1      | 1      |
| Summe | Summe                  | 8    | 8      | 8      | 24     |